# 布鲁克 (佛罗里达州)
布鲁克（英語：Brooker），是美国佛罗里达州布拉福縣下属的一座城镇。建立于1952年。面积约为1.4平方公里（约合0.5平方英里）。根据2010年美国人口普查，该市有人口338人。论人口在本州排行第384。